# Gare de Simonis
La gare de Simonis est une gare ferroviaire belge de la ligne 28, de Schaerbeek à Bruxelles-Midi, située place Simonis sur le territoire de la commune de Koekelberg dans la région de Bruxelles-Capitale. Elle est intégrée dans le pôle multimodal de la station de Simonis qui est desservi par le métro de Bruxelles, le tramway de Bruxelles et des lignes de bus.
C'est un point d'arrêt de la Société nationale des chemins de fer belges (SNCB), desservi par des trains Suburbains (S10).

## Situation ferroviaire
Établie à 39 m d'altitude, la gare de Simonis est située au point kilométrique (PK) 2,892 de la ligne 28(1), de Y Laeken à Bruxelles-Midi, entre les gares ouvertes de Schaerbeek et de Bruxelles-Ouest.

## Histoire
Sa construction a été concomitante à celle de la station de métro éponyme ; mais le point d'arrêt ne sera pas mis en service à la date prévue du fait de la suppression le 3 juin 1984 par la SNCB des liaisons voyageurs qui passaient par là. Cela pour des raisons d'économies. Jean-Claude Defossé en fera un numéro du Journal des Travaux Inutiles en 1986. Depuis le 13 décembre 2009, le service voyageurs est rétabli sur la ligne 28 à raison d'un train par heure assurant le service S10 Termonde – Jette – Bruxelles-Midi – Bruxelles-Nord – Jette – Alost.
Le 21 octobre 2015 au matin, une utilisatrice s'est retrouvée coincée dans le point d'arrêt, les portes de celui-ci étant restées closes. En relatant publiquement sa mésaventure et les difficultés du centre d'assistance pour résoudre son problème, elle a provoqué un buzz sur Facebook et augmenté fortement la notoriété du lieu ainsi que mis en évidence les carences du service clientèle de la SNCB.

## Service des voyageurs

### Accueil
Halte SNCB, c'est un point d'arrêt non géré (PANG) à accès libre. Des aménagements et équipements sont à la disposition des personnes à la mobilité réduite, notamment des escalators pour l'accès aux quais.

### Desserte
En semaine, les week-ends et les jours fériés, Simonis est desservie toutes les heures par des trains S10 reliant Termonde à Bruxelles-Midi, qui continuent ensuite vers Alost (voir brochure SNCB de la ligne 28).

### Intermodalité
La gare est intégrée dans le pôle multimodal constitué des stations Simonis et Élisabeth qui est également desservie par : le métro de Bruxelles (lignes 2 et 6) ; le Tramway de Bruxelles (lignes 9 et 19) ; des Autobus de Bruxelles (lignes 13, 49, 87 et N16) et des bus De Lijn (lignes R14, R15, 213 et 714).

## Comptage voyageurs
Ce graphique et tableau montre le nombre de voyageurs embarquant en moyenne durant la semaine, le samedi et le dimanche.
| Nombre de passagers qui embarquent à la gare de Simonis | Nombre de passagers qui embarquent à la gare de Simonis | Nombre de passagers qui embarquent à la gare de Simonis | Nombre de passagers qui embarquent à la gare de Simonis |
|                                                         | Semaine                                                 | Samedi                                                  | Dimanche                                                |
| ------------------------------------------------------- | ------------------------------------------------------- | ------------------------------------------------------- | ------------------------------------------------------- |
| 2012                                                    | 86                                                      | -                                                       | -                                                       |
| 2013                                                    | 72                                                      | -                                                       | -                                                       |
| 2014                                                    | 68                                                      | -                                                       | -                                                       |
| 2015                                                    | 99                                                      | 34                                                      | 46                                                      |
| 2016                                                    | 80                                                      | 39                                                      | 32                                                      |
| 2017                                                    | 117                                                     | 53                                                      | 36                                                      |
| 2018                                                    | 127                                                     | 32                                                      | 29                                                      |
| 2019                                                    | 99                                                      | 40                                                      | 40                                                      |
| 2020                                                    | 94                                                      | 41                                                      | 40                                                      |
| 2021                                                    | -                                                       | -                                                       | -                                                       |
| 2022                                                    | 216                                                     | 133                                                     | 150                                                     |
| 2023                                                    | 230                                                     | 120                                                     | 95                                                      |
| 2024                                                    | 185                                                     | 128                                                     | 85                                                      |

|}